# District Oecholovski
Het district Oecholovski (Russisch: У́холовский райо́н) is een district in het zuiden van de Russische oblast Rjazan. Het district heeft een oppervlakte van 956 vierkante kilometer en een inwonertal van 9.532 in 2010. Het administratieve centrum bevindt zich in Oecholovo.
Bestuurlijk centrum: Rjazan

Steden: Kadom · Kasimov · Korablino · Lesnoj · Michajlov · Novomitsjoerinsk · Oecholovo · Oktjabrski · Oktjabrski · Poljany · Rjazjsk · Rybnoje · Saraj · Sasovo · Sjatsk · Sjilovo · Skopin · Spas-Klepiki · Spassk-Rjazanski · Starozjilovo · Toema

Districten: Aleksandro-Nevski · Jermisjinski · Kadomski · Kasimovski · Klepikovski · Korablinski · Michajlovski · Miloslavski · Oecholovski · Pitelinski · Poetjatinski · Pronski · Rjazanski · Rjazjski · Rybnovski · Sapozjkovski · Sarajevski · Sasovski · Sjatski · Sjilovski · Skopinski · Spasski · Starozjilovski · Tsjoesjkovski · Zacharovski